# Grande pendaison de Gainesville

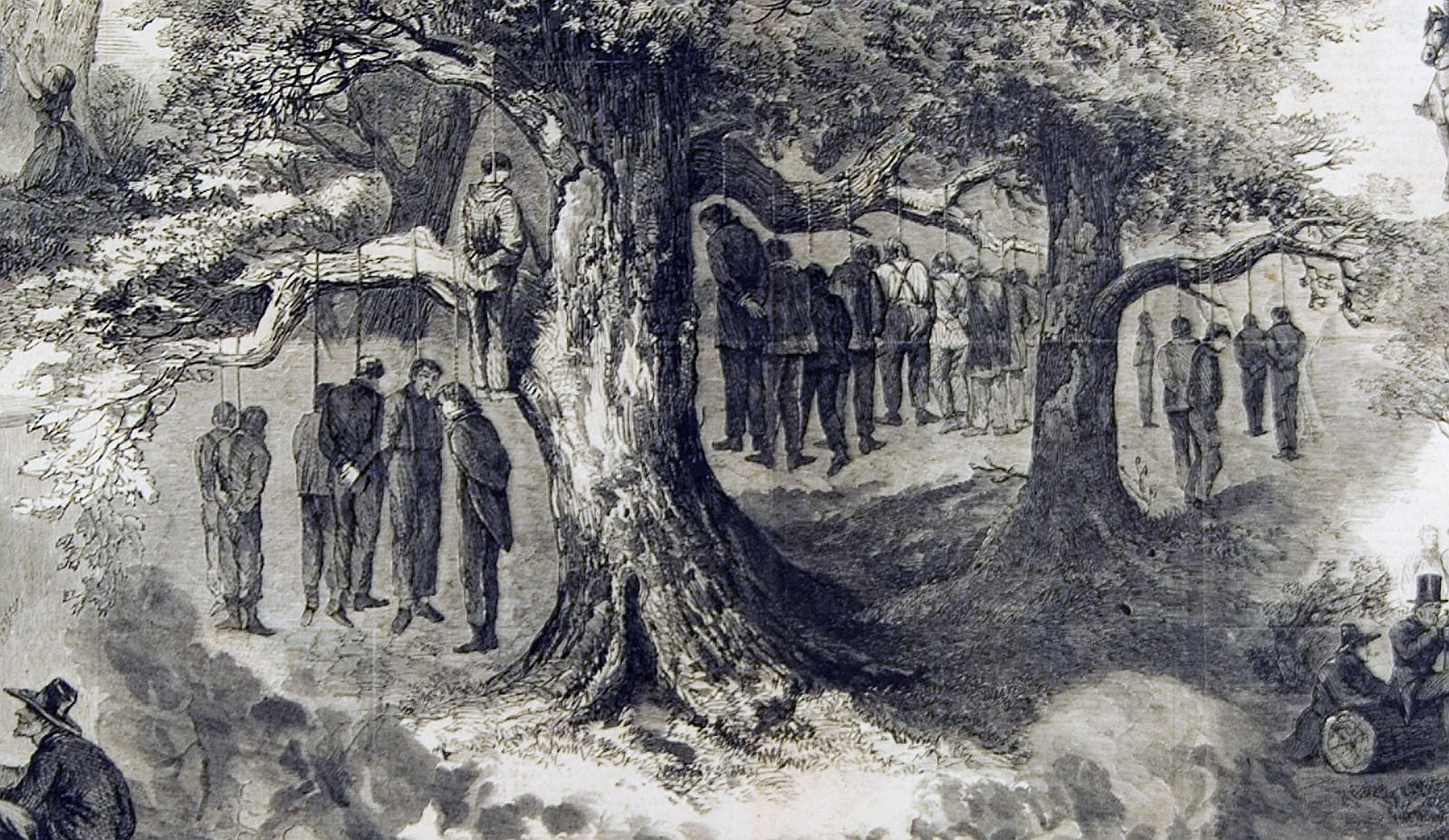
Illustration de Frank Leslie, 1864.

La grande pendaison de Gainesville est l'exécution sommaire en octobre 1862, durant la guerre de Sécession, de quarante-et-un civils accusés d'être favorables à l'Union, à Gainesville, au Texas.